# Hamburger Sport-Verein 1983-1984
Questa voce raccoglie le informazioni riguardanti l'Hamburger Sport-Verein nelle competizioni ufficiali della stagione 1983-1984.

## Stagione
Sebbene sfavorito da alcuni risultati negativi come il 4-0 rimediato in casa contro i diretti rivali del Borussia M'gladbach o la sconfitta alla penultima giornata contro un Eintracht Francoforte in lotta per non accedere ai play-out, in campionato l'Amburgo agganciò all'ultima giornata la capolista Stoccarda, formando un trio di testa che includeva anche il Gladbach, piazzandosi infine al secondo posto per differenza reti. Gli Svevi fermarono l'Amburgo anche in coppa nazionale, estromettendoli agli ottavi di finale in un incontro ripetuto per il perdurare della situazione di parità dopo i supplementari della gara di andata.
Come campione d'Europa in carica, l'Amburgo poté partecipare alla Supercoppa UEFA e alla Coppa Intercontinentale, perdendo in entrambi i casi. Si concluse presto anche il cammino degli anseatici in Coppa dei Campioni: qualificata d'ufficio agli ottavi di finale per rinuncia del Vllaznia, la squadra venne eliminata dalla Dinamo Bucarest.

## Maglie e sponsor
Lo sponsor tecnico per la stagione 1983-1984 è Adidas, mentre lo sponsor ufficiale è BP.
| Casa | Trasferta | Coppa Intercontinentale |

## Rosa
| N. |                      | Ruolo | Calciatore        |
| -- | -------------------- | ----- | ----------------- |
|    | Germania (bandiera)  | P     | Uwe Hain          |
|    | Germania (bandiera)  | P     | Uli Stein         |
|    | Germania (bandiera)  | D     | Dieter Brefort    |
|    | Germania (bandiera)  | D     | Jürgen Groh       |
|    | Germania (bandiera)  | D     | Holger Hieronymus |
|    | Germania (bandiera)  | D     | Ditmar Jakobs     |
|    | Germania (bandiera)  | D     | Manfred Kaltz     |
|    | Germania (bandiera)  | D     | Bernd Wehmeyer    |
|    | Danimarca (bandiera) | C     | Allan Hansen      |
|    | Germania (bandiera)  | C     | Jimmy Hartwig     |

| N. |                     | Ruolo | Calciatore             |
| -- | ------------------- | ----- | ---------------------- |
|    | Germania (bandiera) | C     | Felix Magath           |
|    | Germania (bandiera) | C     | Wolfgang Rolff         |
|    | Germania (bandiera) | C     | Michael Schröder       |
|    | Germania (bandiera) | C     | Thomas von Heesen      |
|    | Germania (bandiera) | A     | Jürgen Milewski        |
|    | Germania (bandiera) | A     | Dieter Schatzschneider |
|    | Germania (bandiera) | A     | Kai Steffen            |
|    | Germania (bandiera) | A     | Holger Stein           |
|    | Germania (bandiera) | A     | Wolfram Wuttke         |

## Organigramma societario
Area tecnica
- Allenatore: Ernst Happel
- Allenatore in seconda:
- Preparatore dei portieri:
- Preparatori atletici:

## Calciomercato

### Sessione estiva
| Acquisti | Acquisti               | Acquisti        | Acquisti |
| R.       | Nome                   | da              | Modalità |
| -------- | ---------------------- | --------------- | -------- |
| A        | Dieter Schatzschneider | Fortuna Colonia |          |
| A        | Wolfram Wuttke         | Schalke 04      |          |

| Cessioni | Cessioni        | Cessioni         | Cessioni |
| R.       | Nome            | a                | Modalità |
| -------- | --------------- | ---------------- | -------- |
| A        | Lars Bastrup    | VSK Aarhus       |          |
| A        | Boriša Đorđević | TeBe Berlino     |          |
| A        | Horst Hrubesch  | Standard Liegi   |          |
| D        | Michael Schmidt | Blau-Weiß Berlin |          |

### Sessione invernale
| Acquisti | Acquisti | Acquisti | Acquisti |
| R.       | Nome     | da       | Modalità |
| -------- | -------- | -------- | -------- |

| Cessioni | Cessioni | Cessioni | Cessioni |
| R.       | Nome     | a        | Modalità |
| -------- | -------- | -------- | -------- |

## Risultati

### Bundesliga

#### Girone di andata
| Arbitro: | Stäglich |

|                                          |           |                        |
| Kaltz 9’ (rig.), 44’ Schatzschneider 53’ | Marcatori | 60’ Melzer 63’ Nilsson |

| Arbitro: | Schmidhuber |

|                  |           |                             |
| Klotz 89’ (rig.) | Marcatori | 52’ Jakobs 85’ (rig.) Kaltz |

| Arbitro: | Theobald |

|                |           |                                 |
| Rolff 21’, 31’ | Marcatori | 13’ (rig.) Funkel 84’ Sackewitz |

| Arbitro: | Walz |

|              |           |  |
| Waas 6’, 73’ | Marcatori |  |

| Arbitro: | Tritschler |

|                          |           |  |
| Schatzschneider 45’, 68’ | Marcatori |  |

| Arbitro: | Ermer |

|                           |           |                                              |
| Weikl 14’ Zewe 52’ (rig.) | Marcatori | 18’ Hartwig 30’ Schröder 66’ Schatzschneider |

| Arbitro: | Uhlig |

|                                                                  |           |  |
| Schröder 32’ Hartwig 35’ Schatzschneider 48’, 70’ Rolff 76’, 81’ | Marcatori |  |

| Brema 23 settembre 1983, ore 20:00 CEST 8ª giornata | Werder Brema | 0 – 0 referto | Amburgo | Weserstadion (40 800 spett.)\| Arbitro: \| Eschweiler \| |
| Arbitro:                                            | Eschweiler   |               |         |                                                          |

| Arbitro: | Assenmacher |

|                                       |           |  |
| Schatzschneider 35’, 56’ Schröder 68’ | Marcatori |  |

| Arbitro: | Blattmann |

|  |           |              |
|  | Marcatori | 80’ Milewski |

| Arbitro: | Michel |

|                              |           |            |
| Kaltz 56’ (rig.) Hartwig 86’ | Marcatori | 31’ Žugčić |

| Arbitro: | Walz |

|                                                 |           |  |
| Mill 21’ Lienen 67’ Hannes 81’ (rig.) Bruns 85’ | Marcatori |  |

| Arbitro: | Brückner |

|                        |           |                     |
| Steffen 30’ Magath 83’ | Marcatori | 37’, 60’ Littbarski |

| Arbitro: | Föckler |

|                |           |  |
| Rummenigge 80’ | Marcatori |  |

| Arbitro: | Wuttke |

|                                                       |           |  |
| Schatzschneider 8’ Schröder 33’ Rolff 48’ Brefort 60’ | Marcatori |  |

| Francoforte sul Meno 3 dicembre 1983, ore 15:30 CET 16ª giornata | Eintracht Francoforte | 0 – 0 referto | Amburgo | Waldstadion (28 000 spett.)\| Arbitro: \| Ahlenfelder \| |
| Arbitro:                                                         | Ahlenfelder           |               |         |                                                          |

| Arbitro: | Eschweiler |

|  |           |                               |
|  | Marcatori | 67’ Corneliusson 88’ Allgöwer |

#### Girone di ritorno
| Arbitro: | Tritschler |

|  |           |                                      |
|  | Marcatori | 32’ (rig.) Kaltz 90’ Schatzschneider |

| Arbitro: | Brehm |

|                                                                          |           |                           |
| Kaltz 8’ (rig.) Jakobs 9’ Wuttke 49’, 89’ Hartwig 66’ Rolff 83’ Groh 87’ | Marcatori | 26’ Răducanu 67’ Bittcher |

| Arbitro: | Correll |

|                                      |           |            |
| Loontiens 15’, 90’ Funkel 78’ (rig.) | Marcatori | 63’ Wuttke |

| Arbitro: | Neuner |

|                                                 |           |  |
| von Heesen 16’ Schröder 21’ Schatzschneider 55’ | Marcatori |  |

| Arbitro: | Neuner |

|  |           |           |
|  | Marcatori | 86’ Rolff |

| Arbitro: | Hontheim |

|                                                |           |                       |
| Hansen 27’ Groh 35’, 37’ Magath 58’ Wuttke 75’ | Marcatori | 21’ Dusend 48’ Thiele |

| Arbitro: | Wahmann |

|  |           |                                              |
|  | Marcatori | 36’ Milewski 45’ Magath 56’ Rolff 86’ Jakobs |

| Arbitro: | Roth |

|                                            |           |  |
| Wuttke 9’ Rolff 15’ Hartwig 53’ Magath 90’ | Marcatori |  |

| Braunschweig 24 marzo 1984, ore 15:30 CET 26ª giornata | Eintracht Braunschweig | 0 – 0 referto | Amburgo | Stadion an der Hamburger Straße (28 557 spett.)\| Arbitro: \| Brückner \| |
| Arbitro:                                               | Brückner               |               |         |                                                                           |

| Arbitro: | Ahlenfelder |

|                         |           |                           |
| Milewski 46’ Magath 90’ | Marcatori | 4’, 73’ Walter 66’ Bührer |

| Arbitro: | Niebergall |

|            |           |            |
| Oswald 37’ | Marcatori | 62’ Wuttke |

| Arbitro: | Schmidhuber |

|                                |           |          |
| Wuttke 65’ Schatzschneider 69’ | Marcatori | 22’ Mill |

| Arbitro: | Föckler |

|            |           |                                                             |
| Allofs 65’ | Marcatori | 31’ (rig.) Kaltz 43’ Schatzschneider 54’ Schröder 55’ Rolff |

| Arbitro: | Dellwing |

|                              |           |            |
| Hartwig 21’ Kaltz 32’ (rig.) | Marcatori | 76’ Hoeneß |

| Arbitro: | Uhlig |

|           |           |                                                                                 |
| Trunk 21’ | Marcatori | 22’ Schröder 24’ (rig.) Kaltz 40’ von Heesen 70’ Rolff 72’, 74’ Schatzschneider |

| Arbitro: | Wippker |

|  |           |                            |
|  | Marcatori | 9’, 90’ (rig.) Falkenmayer |

| Arbitro: | Eschweiler |

|  |           |              |
|  | Marcatori | 85’ Milewski |

### Coppa di Germania
| Arbitro: | Wiesel |

|                                                   |           |           |
| Walz 28’ (aut.) Rolff 60’ Schröder 64’ Magath 84’ | Marcatori | 86’ Klotz |

| Arbitro: | Hontheim |

|          |           |                                                        |
| Mähn 86’ | Marcatori | 16’ Schröder 19’, 90’ Schatzschneider 69’ (rig.) Kaltz |

| Arbitro: | Assenmacher |

|              |           |             |
| Buchwald 81’ | Marcatori | 27’ Hartwig |

| Arbitro: | Stäglich |

|                                   |           |                                             |
| Rolff 34’ Hartwig 58’ Jakobs 101’ | Marcatori | 1’, 86’ Reichert 99’ Allgöwer 109’ Buchwald |

### Coppa dei Campioni
| Arbitro: | Keizer |

|                                    |           |  |
| Augustin 29’ Mulţescu 62’ Orac 79’ | Marcatori |  |

| Arbitro: | Johansson |

|                                |           |                         |
| Jakobs 45’, 56’ von Heesen 63’ | Marcatori | 86’ Țălnar 89’ Mulţescu |

### Supercoppa UEFA
| Amburgo 22 novembre 1983 Finale | Amburgo  | 0 – 0 referto | Aberdeen | Volksparkstadion (12 000 spett.)\| Arbitro: \| Christov \| |
| Arbitro:                        | Christov |               |          |                                                            |

| Arbitro: | Brummeier |

|                        |           |  |
| Simpson 47’ McGhee 65’ | Marcatori |  |

## Statistiche

### Statistiche di squadra
| Competizione       | Punti | In casa | In casa | In casa | In casa | In casa | In casa | In trasferta | In trasferta | In trasferta | In trasferta | In trasferta | In trasferta | Totale | Totale | Totale | Totale | Totale | Totale | DR  |
| Competizione       | Punti | G       | V       | N       | P       | Gf      | Gs      | G            | V            | N            | P            | Gf           | Gs           | G      | V      | N      | P      | Gf     | Gs     | DR  |
| ------------------ | ----- | ------- | ------- | ------- | ------- | ------- | ------- | ------------ | ------------ | ------------ | ------------ | ------------ | ------------ | ------ | ------ | ------ | ------ | ------ | ------ | --- |
| Bundesliga         | 48    | 17      | 12      | 2       | 3       | 49      | 20      | 17           | 9            | 4            | 4            | 26           | 16           | 34     | 21     | 6      | 7      | 75     | 36     | +39 |
| Coppa di Germania  | -     | 2       | 1       | 0       | 1       | 7       | 5       | 2            | 1            | 1            | 0            | 5            | 2            | 4      | 2      | 1      | 1      | 12     | 7      | +5  |
| Coppa dei Campioni | -     | 1       | 1       | 0       | 0       | 3       | 2       | 1            | 0            | 0            | 1            | 0            | 3            | 2      | 1      | 0      | 1      | 3      | 5      | -2  |
| UEFA Super Cup     | -     | 1       | 0       | 1       | 0       | 0       | 0       | 1            | 0            | 0            | 1            | 0            | 2            | 2      | 0      | 1      | 1      | 0      | 2      | -2  |
| Totale             | 48    | 21      | 14      | 3       | 4       | 59      | 27      | 21           | 10           | 5            | 6            | 31           | 23           | 42     | 24     | 8      | 10     | 90     | 50     | +40 |

### Andamento in campionato
| Giornata  | 1 | 2 | 3 | 4 | 5 | 6 | 7 | 8 | 9 | 10 | 11 | 12 | 13 | 14 | 15 | 16 | 17 | 18 | 19 | 20 | 21 | 22 | 23 | 24 | 25 | 26 | 27 | 28 | 29 | 30 | 31 | 32 | 33 | 34 |
| --------- | - | - | - | - | - | - | - | - | - | -- | -- | -- | -- | -- | -- | -- | -- | -- | -- | -- | -- | -- | -- | -- | -- | -- | -- | -- | -- | -- | -- | -- | -- | -- |
| Luogo     | C | T | C | T | C | T | C | T | C | T  | C  | T  | C  | T  | C  | T  | C  | T  | C  | T  | C  | T  | C  | T  | C  | T  | C  | T  | C  | T  | C  | T  | C  | T  |
| Risultato | V | V | N | P | V | V | V | N | V | V  | V  | P  | N  | P  | V  | N  | P  | V  | V  | P  | V  | V  | V  | V  | V  | N  | P  | N  | V  | V  | V  | V  | P  | V  |
| Posizione | 4 | 3 | 3 | 7 | 4 | 3 | 2 | 1 | 2 | 1  | 1  | 1  | 1  | 4  | 3  | 4  | 5  | 4  | 3  | 4  | 4  | 4  | 3  | 2  | 1  | 1  | 4  | 4  | 3  | 3  | 2  | 2  | 2  | 2  |

Legenda:

Luogo: C = Casa; T = Trasferta. Risultato: V = Vittoria; N = Pareggio; P = Sconfitta.

### Statistiche dei giocatori
| Giocatore          | Bundesliga | Bundesliga | Bundesliga  | Bundesliga | Coppa di Germania | Coppa di Germania | Coppa di Germania | Coppa di Germania | Coppa dei Campioni | Coppa dei Campioni | Coppa dei Campioni | Coppa dei Campioni | Totale   | Totale | Totale      | Totale     |
| Giocatore          | Presenze   | Reti       | Ammonizioni | Espulsioni | Presenze          | Reti              | Ammonizioni       | Espulsioni        | Presenze           | Reti               | Ammonizioni        | Espulsioni         | Presenze | Reti   | Ammonizioni | Espulsioni |
| ------------------ | ---------- | ---------- | ----------- | ---------- | ----------------- | ----------------- | ----------------- | ----------------- | ------------------ | ------------------ | ------------------ | ------------------ | -------- | ------ | ----------- | ---------- |
| D. Brefort         | 2          | 1          | 0           | 0          | 1                 | 0                 | 0                 | 0                 | 0                  | 0                  | 0                  | 0                  | 3        | 1      | 0           | 0          |
| J. Groh            | 33         | 3          | 4           | 0          | 4                 | 0                 | 0                 | 0                 | 2                  | 0                  | 0                  | 0                  | 39       | 3      | 4           | 0          |
| U. Hain            | 0          | 0          | 0           | 0          | 1                 | 0                 | 0                 | 0                 | 0                  | 0                  | 0                  | 0                  | 1        | 0      | 0           | 0          |
| A. Hansen          | 7          | 1          | 0           | 0          | 3                 | 0                 | 1                 | 0                 | 1                  | 0                  | 0                  | 0                  | 11       | 1      | 1           | 0          |
| J. Hartwig         | 30         | 6          | 7           | 0          | 4                 | 2                 | 2                 | 0                 | 2                  | 0                  | 0                  | 0                  | 36       | 8      | 9           | 0          |
| H. Hieronymus      | 21         | 0          | 5           | 1          | 3                 | 0                 | 0                 | 0                 | 2                  | 0                  | 0                  | 0                  | 26       | 0      | 5           | 1          |
| D. Jakobs          | 32         | 3          | 7           | 0          | 4                 | 1                 | 1                 | 0                 | 2                  | 2                  | 1                  | 0                  | 38       | 6      | 9           | 0          |
| M. Kaltz           | 27         | 9          | 3           | 0          | 4                 | 1                 | 2                 | 0                 | 2                  | 0                  | 0                  | 0                  | 33       | 10     | 5           | 0          |
| F. Magath          | 34         | 5          | 2           | 0          | 4                 | 1                 | 0                 | 0                 | 2                  | 0                  | 0                  | 0                  | 40       | 6      | 2           | 0          |
| J. Milewski        | 17         | 4          | 2           | 0          | 1                 | 0                 | 0                 | 0                 | 1                  | 0                  | 0                  | 0                  | 19       | 4      | 2           | 0          |
| W. Rolff           | 32         | 11         | 3           | 0          | 4                 | 2                 | 0                 | 0                 | 2                  | 0                  | 1                  | 0                  | 38       | 13     | 4           | 0          |
| D. Schatzschneider | 31         | 15         | 3           | 0          | 3                 | 2                 | 1                 | 0                 | 2                  | 0                  | 0                  | 0                  | 36       | 17     | 4           | 0          |
| M. Schröder        | 26         | 7          | 2           | 0          | 3                 | 2                 | 0                 | 0                 | 1                  | 0                  | 0                  | 0                  | 30       | 9      | 2           | 0          |
| K. Steffen         | 2          | 1          | 0           | 0          | 0                 | 0                 | 0                 | 0                 | 0                  | 0                  | 0                  | 0                  | 2        | 1      | 0           | 0          |
| H. Stein           | 1          | 0          | 0           | 0          | 0                 | 0                 | 0                 | 0                 | 0                  | 0                  | 0                  | 0                  | 1        | 0      | 0           | 0          |
| U. Stein           | 34         | 0          | 2           | 0          | 3                 | 0                 | 1                 | 0                 | 2                  | 0                  | 0                  | 0                  | 39       | 0      | 3           | 0          |
| B. Wehmeyer        | 31         | 0          | 6           | 0          | 4                 | 0                 | 0                 | 0                 | 1                  | 0                  | 0                  | 0                  | 36       | 0      | 6           | 0          |
| W. Wuttke          | 27         | 7          | 2           | 1          | 3                 | 0                 | 1                 | 0                 | 1                  | 0                  | 0                  | 0                  | 31       | 7      | 3           | 1          |
| T. von Heesen      | 15         | 2          | 0           | 0          | 2                 | 0                 | 0                 | 0                 | 1                  | 1                  | 0                  | 0                  | 18       | 3      | 0           | 0          |